# Sekvestrant
Sekvestranty jsou jedním z typů přídatných látek užívaných v potravinářství. Fungují jako konzervant: tím, že vážou volné ionty kovů, zlepšují kvalitu a stabilitu potravinářských výrobků. Sekvestranty tvoří chelátové komplexy s polyvalentními ionty kovů, zejména mědi, železa a niklu, které slouží jako katalyzátory při oxidaci tuků v potravinách.
Jméno pochází z latiny a znamená „odstoupit od použití“.
Mezi běžné sekvestranty patří:
- ethylendiamintetraacetát vápenato-disodný (E385)
- glukono delta-lakton (E575)
- glukonát sodný (E576)
- draslík glukonát (E577)
- tripolyfosforečnan sodný
- hexametafosfát sodný (E452i)

Také sodné a vápenaté soli EDTA jsou běžně používány v mnoha potravinách a nápojích.